# ズルムー
ズルムー（Surumu、1974年 - 2000年）は西ドイツの競走馬。父リテラートと母ズラマの間に生まれた栗毛の牡のサラブレッドである。1977年ドイチェスダービー（西ドイツダービー）に優勝したほか、種牡馬としてもアカテナンゴらを輩出するなど成功した。
デビュー3戦目で勝ち上がり、ウニオン・レンネン (G2) を圧勝すると、ドイチェスダービーの本命に押されそのまま7馬身で圧勝した。このドイチェスダービーを最後に故障で引退、全成績は9戦3勝。
その後フェアホフ牧場で種牡馬入り。後継種牡馬となったアカテナンゴ（1985-1987年西ドイツ年度代表馬）と、モンドリアン（1989（西）,1990年ドイツ年度代表馬）、テムポラールの3頭のドイチェスダービー馬（前2頭は西ドイツダービー）をはじめ、オソリオ（ダービーイタリアーノ）、アルテツァイト（ヘンケル・レネン、ゲルマンオークス）、プラティニなどの産駒を輩出し1985,1986,1989-1992年の6度ドイツリーディングサイアーに輝いた。母の父としても優秀で、何度かドイツリーディングブルードメアサイアーになっている。2000年の春、フェアホフ牧場にて死亡した。

## 血統表
| ズルムーの血統（アルヒミスト系（ダークロナルド系） / Indus 5x5=6.25%） | ズルムーの血統（アルヒミスト系（ダークロナルド系） / Indus 5x5=6.25%） | ズルムーの血統（アルヒミスト系（ダークロナルド系） / Indus 5x5=6.25%） | （血統表の出典） | （血統表の出典） |
| 父 Literat 1965 鹿毛 ドイツ                                            | 父の父Birkhahn 1945 黒鹿毛 ドイツ                                      | Alchimist                                                              | Herold           | Herold           |
| 父 Literat 1965 鹿毛 ドイツ                                            | 父の父Birkhahn 1945 黒鹿毛 ドイツ                                      | Alchimist                                                              | AVersion         |                  |
| 父 Literat 1965 鹿毛 ドイツ                                            | 父の父Birkhahn 1945 黒鹿毛 ドイツ                                      | Bramouse                                                               | Cappiello        | Cappiello        |
| 父 Literat 1965 鹿毛 ドイツ                                            | 父の父Birkhahn 1945 黒鹿毛 ドイツ                                      | Bramouse                                                               | Peregrine        |                  |
| 父 Literat 1965 鹿毛 ドイツ                                            | 父の母Lis 1960 鹿毛 ドイツ                                             | Masetto                                                                | Olymp            | Olymp            |
| 父 Literat 1965 鹿毛 ドイツ                                            | 父の母Lis 1960 鹿毛 ドイツ                                             | Masetto                                                                | Mimosa           |                  |
| 父 Literat 1965 鹿毛 ドイツ                                            | 父の母Lis 1960 鹿毛 ドイツ                                             | Liebeslied                                                             | Ticino           | Ticino           |
| 父 Literat 1965 鹿毛 ドイツ                                            | 父の母Lis 1960 鹿毛 ドイツ                                             | Liebeslied                                                             | Liebesgottin     |                  |
| 母 Surama 1970 黒鹿毛 ドイツ                                           | 母の父Reliance 1962 鹿毛 フランス                                      | Tantieme                                                               | Deux-pour-cent   | Deux-pour-cent   |
| 母 Surama 1970 黒鹿毛 ドイツ                                           | 母の父Reliance 1962 鹿毛 フランス                                      | Tantieme                                                               | Terka            |                  |
| 母 Surama 1970 黒鹿毛 ドイツ                                           | 母の父Reliance 1962 鹿毛 フランス                                      | Relance                                                                | Relic            | Relic            |
| 母 Surama 1970 黒鹿毛 ドイツ                                           | 母の父Reliance 1962 鹿毛 フランス                                      | Relance                                                                | Polaire          |                  |
| 母 Surama 1970 黒鹿毛 ドイツ                                           | 母の母Suncourt 1952 青鹿毛 イギリス                                    | Hyperion                                                               | Gainsborough     | Gainsborough     |
| 母 Surama 1970 黒鹿毛 ドイツ                                           | 母の母Suncourt 1952 青鹿毛 イギリス                                    | Hyperion                                                               | Selene           |                  |
| 母 Surama 1970 黒鹿毛 ドイツ                                           | 母の母Suncourt 1952 青鹿毛 イギリス                                    | Inquisition                                                            | Dastur           | Dastur           |
| 母 Surama 1970 黒鹿毛 ドイツ                                           | 母の母Suncourt 1952 青鹿毛 イギリス                                    | Inquisition                                                            | Jury F-No.19     |                  |

- 母の半兄にテスコボーイがいる。